# Caja de Agua
Caja de Agua är en ort i Mexiko, tillhörande kommunen Nicolás Romero i delstaten Mexiko. Caja de Agua ligger i den centrala delen av landet och tillhör Mexico Citys storstadsområde. Orten hade 1 420 invånare vid folkmätningen 2010.